# N-etilmaleimida
La N-etilmaleimida (NEM) es un compuesto orgánico derivado del ácido maleico. Se trata de un alqueno con un grupo funcional imida. Reacciona con tioles y se usa generalmente para modificar residuos de cisteína en proteínas y péptidos.

## Química orgánica
La NEM es un aceptor en la reacción de Michael, es decir, añade nucleófilos como los tioles.  El tioéter resultante presenta un enlace C-S muy fuerte y la reacción es virtualmente irreversible.  La reacción con los tioles se da en el rango de pH entre 6,5 y 7,5. A un pH más alcalino, la NEM puede reaccionar con aminas o experimentar hidrólisis. En la enzimología, la NEM sirve para probar la funcionalidad de los grupos tiol. Es un inhibidor irreversible de todas las cisteína peptidasas mediante la alquilación del grupo tiol del sitio activo.

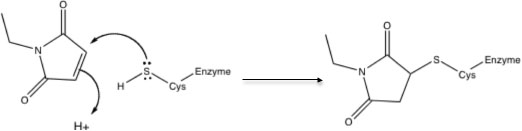
Mecanismo de inhibición irreversible de una cisteína peptidasa con NEM.

## Usos
La NEM bloquea el transporte vesicular. En soluciones tampones de lisis se suele agregar NEM en una concentración 20-25 mM para inhibir la desumolización de proteínas en los análisis inmunoblot. la NEM también se ha utilizado como inhibidor de deubiquitinasas.
El grupo de Arthur Kornberg usó N-etilmaleimida para inactivar la polimerasa de ADN III  con el fin de comparar su actividad con la de la polimerasa de ADN I. Este experimento demostró que la polimerasa III conforma la maquinaria de la replicación de ADN en las bacterias, y no la polimerasa I, como se pensaba hasta entonces.
La NEM contribuyó a la identificación molecular del cotransportador K-Cl (KCC) en las células embrionarias humanas. Desde entonces, NEM ha servido como herramienta de diagnóstico para detectar la presencia del KCC en la membrana celular de numerosas especies en el reino animal.